# Золтан Каммерер
Золтан Каммерер (угор. Kammerer Zoltán, 10 березня 1978) — угорський веслувальник, олімпійський чемпіон.

## Виступи на Олімпіадах
| Олімпіада    | Дисципліна                     | Місце    |
| ------------ | ------------------------------ | -------- |
| Атланта 1996 | байдарка, 1000 метрів          | 7 h2r3/4 |
| Сідней 2000  | байдарка-двійка, 500 метрів    | 1        |
| Сідней 2000  | байдарка-четвірка, 1000 метрів | 1        |
| Афіни 2004   | байдарка-двійка, 500 метрів    | 5        |
| Афіни 2004   | байдарка-четвірка, 1000 метрів | 1        |
| Пекін 2008   | байдарка-двійка, 500 метрів    | 4        |
| Пекін 2008   | байдарка-двійка, 1000 метрів   | 4        |
| Лондон 2012  | байдарка-четвірка, 1000 метрів | 2        |